# Баронвил
Баронвил (фр. Baronville) насеље је и општина у североисточној Француској у региону Лорена, у департману Мозел која припада префектури Форбах.
По подацима из 2011. године у општини је живело 410 становника, а густина насељености је износила 66,34 становника/km². Општина се простире на површини од 6,18 km². Налази се на средњој надморској висини од 290 метара (максималној 322 m, а минималној 251 m).

## Демографија
| 1962. | 1968. | 1975. | 1982. | 1990. | 1999. | 2011. |
| ----- | ----- | ----- | ----- | ----- | ----- | ----- |
| 303   | 320   | 352   | 372   | 361   | 346   | 410   |

График промене броја становника у току последњих година